# Pardosa guerechka
Pardosa guerechka là một loài nhện trong họ Lycosidae.
Loài này thuộc chi Pardosa. Pardosa guerechka được Carl Friedrich Roewer miêu tả năm 1960.